# Грушоподібний м'яз
Грушоподібний м'яз (лат. m. piriformis) — внутрішній м'яз таза, має вигляд плоского рівнобедреного трикутника. Грушоподібний м'яз починається від передньої поверхні крижової кістки біля крижових отворів і прикріплюється до великого вертлюга.

## Будова
М'язові пучки направлені назовні виходить з порожнини малого таза через великий сідничний отвір і переходять у вузькі, і короткі сухожилля, прикріплюються до вершини великого вертлюга. У місці прикріплення м'яза є сумка грушоподібного м'яза.

## Іннервація
Сідничний нерв або прямі гілки від крижового сплетення L5-S2

## Функція
Супінує і відводить стегно.